# NGC 1462
NGC 1462 è una galassia a spirale situata nella costellazione del Toro, a una distanza di circa 390 milioni di anni luce dalla nostra Via Lattea.

## Scoperta
La galassia è stata scoperta il 13 settembre 1864 dall'astronomo tedesco Albert Marth.